# Кравков, Юрий Сергеевич
Юрий Сергеевич Кравков (17 ноября 1921 — 1 апреля 2003) — советский и российский военный медик, генерал-майор медицинской службы (1975), начальник Главного военного клинического госпиталя им. академика Н. Н. Бурденко (1973—1983), заслуженный врач РСФСР.

## Биография
Юрий Сергеевич Кравков родился 17 ноября 1921 г. в Москве, в семье выдающегося учёного С. В. Кравкова. Его мать Нина Павловна, урожденная Колосова (1894—1985), была преподавателем Московской государственной консерватории им. П. И. Чайковского.
В 1929—1939 гг. учился в школе № 52 ДОНО города Москвы. По её окончании он поступил в 1-й Московский медицинский институт, откуда в ноябре 1939 г. был призван в ряды РККА. В 1939—1940 гг. Ю. С. Кравков служил солдатом, а затем — младшим командиром в 239-м отдельном батальоне связи 57-го стрелкового корпуса.
В августе 1940 г. был зачислен слушателем Военно-медицинской академии им. С. М. Кирова в Ленинграде. В городе он находился до осени 1941 г., когда ВМА была эвакуирована в Самарканд (Узбекская ССР), где он продолжил обучение. В августе 1943 г. Ю. С. Кравков был переведен на военный факультет 2-го Московского медицинского института, полный курс которого окончил в апреле 1944 г.
Ю. С. Кравков принимал участие в Великой Отечественной войне. С мая 1944 по апрель 1945 он занимал должность командира приемно-сортировочного взвода 190-го медико-санитарного батальона 1-го Краснознаменного Инстербургского танкового корпуса, воевавшего сначала на 1-м Прибалтийском, затем на 3-м Белорусском фронтах. В апреле 1945 г. под Кёнигсбергом капитан медслужбы Ю. С. Кравков получил тяжелое ранение и до ноября 1945 г. находился на лечении.
В 1945—1947 гг. Ю. С. Кравков был врачом 19-го отдельного стрелкового батальона, в 1947—1948 гг. работал ординатором Военного госпиталя № 2939, в 1948—1952 гг. — ординатором терапевтического отделения Окружного военного госпиталя № 1586, В 1952—1953 гг. — старшим ординатором Военного госпиталя № 574 (все — Московского военного округа).
В декабре 1953 г. Ю. С. Кравков был переведен ординатором терапевтического отделения в Главный военный госпиталь им. академика Н. Н. Бурденко, с которым была связана вся его последующая трудовая деятельность. В последующие годы Ю. С. Кравков работал в должностях старшего ординатора, начальника пульмонологического отделения, заместителя начальника госпиталя по медицинской части.
В 1973 г. полковник медицинской службы Ю. С. Кравков был назначен начальником ГВКГ им. Н. Н. Бурденко. В 1975 г. Указом Президиума Верховного Совета СССР ему было присвоено воинское звание генерал-майора медицинской службы. В 1977 г. Ю. С. Кравков был удостоен почетного звания заслуженного врача РСФСР.
Ю. С. Кравков руководил ГВКГ им. Н. Н. Бурденко до выхода в запас в 1983 г. Он скончался в Москве 1 апреля 2003 г., похоронен на Даниловском кладбище в Москве.

## Деятельность во главеГВКГ им. Н. Н. Бурденко
Ю. С. Кравков возглавил Главный военный клинический госпиталь им. академика Н. Н. Бурденко в 1973 г. Первые годы его руководства подтвердили высокий уровень, на который госпиталь был выведен его предшественниками на этом посту — Л. И. Лялиным, М. М. Гиленко, Г. А. Пономаревым. В 1975 г. за успешное выполнение заданий по важнейшим научно-техническим проблемам народнохозяйственного плана ГВКГ им. Н. Н. Бурденко был признан ЦК КПСС, Советом Министров СССР, ВЦСПС и ЦК ВЛКСМ победителем Всесоюзного социалистического соревнования 1974 г. и награждён дипломом. В 1977 г. ГВКГ им. Н. Н. Бурденко был награждён дипломом 1-й степени как победитель Всеармейского смотра-конкурса на лучшее медицинское учреждение.
Ю. С. Кравков уделял большое внимание внедрению в ГВКГ им. Н. Н. Бурденко современных методов работы. В 1976 г. в госпитале была создана лаборатория медицинской кибернетики, оснащенная ЭВМ «Минск-32». В ряде его подразделений были установлены терминалы, связанные с ЭВМ, что позволило вести работу в диалоговом режиме. С помощью ЭВМ решались задачи как по автоматизации управления, так и диагностические. В 1983 г. было начато переоснащение лаборатории более современными машинами ЕС 1045, был осуществлен капитальный ремонт отдельного двухэтажного здания для лаборатории.
Ю. С. Кравков признавал необходимость совершенствования организации научно-исследовательской работы сотрудников ГВКГ им. Н. Н. Бурденко. В 1978 г. в госпитале был создан научно-методический информационный центр. Его организация способствовала значительному подъему методической и научно-исследовательской работы госпиталя, улучшению его связи с научно-исследовательскими учреждениями Москвы, а также с окружными военными госпиталями.
Одной из главных забот Ю. С. Кравкова во 2-й половине 1970-х гг. стало строительство нового 7-этажного хирургического корпуса ГВКГ им. Н. Н. Бурденко, вступившего в строй в 1981 г. В нем разместились коечные отделения неотложной хирургии, травматологическое, гинекологическое, нейрохирургическое и полостной хирургии (каждое на 50 мест), а также отделения сердечно-сосудистой хирургии и торакальное (каждое на 25 мест). На 7-м этаже корпуса было организовано операционное отделение, насчитывавшее 8 операционных залов (включая одну рентгенооперационную).
Под руководством Ю. С. Кравкова постоянно совершенствовалось техническое оснащение ГВКГ им. Н. Н. Бурденко. К 1983 г. его диагностические и лечебные отделения использовали около 3800 различных аппаратов и приборов. Госпиталь был оснащен эндоскопической аппаратурой, рентгеновским компьютером-томографом, аппаратурой и инструментами для микрохирургии, аппаратами для слежения за состоянием больных, был развернут рентген-урологический кабинет, рентген-операционная с аппаратом «Аркоскоп». Были созданы условия для проведения электронной микроскопии. Все это значительно повысило возможности госпиталя в вопросах диагностики и лечения, в том числе самых сложных больных. Наряду с этим, в госпитале использовался опыт централизации лечебно-диагностических и хозяйственных служб. За годы руководства Ю. С. Кравкова изменились основные показатели работы госпиталя. Средняя продолжительность лечения сократилась на 8 дней, уменьшилась летальность, улучшились исходы лечения.
К 1983 г. в ГВКГ им. Н. Н. Бурденко функционировали 40 коечных отделений, 4 из которых являлись отделениями реанимации и интенсивной терапии. Каждое отделение было узкоспециализировано. В них были организованы почти все виды медицинской помощи, за исключением педиатрической, акушерской и туберкулезной. Кроме коечных, имелось 20 отделений, обеспечивавших диагностическую и лечебную (физиотерапия, гипербарическая оксигенация, отделение высоких энергий и отделение лечебной физкультуры) работу.
Наряду с лечебно-диагностической деятельностью, в 1970—1980-х гг. в ГВКГ им. Н. Н. Бурденко разрабатывался ряд проблем, имевших военно-медицинскую направленность. При этом максимально использовались достижения химии, физики, электроники. Научной деятельностью госпиталя руководило бюро научно-методического совета. В 1983 г. в госпитале работали 9 докторов медицинских наук, 43 кандидата медицинских наук, 24 заслуженных врача республик. Еще около 50 врачей работали в это время над темами докторских и кандидатских диссертаций.

## Празднование 275-летияГВКГ им. Н. Н. Бурденков 1982 г
Признанием заслуг коллектива, работавшего под руководством Ю. С. Кравкова в течение целого десятилетия, стало награждение ГВКГ им. Н. Н. Бурденко орденом Ленина. Оно было приурочено к 275-летию госпиталя, которое отмечалось 4 декабря 1982 г. Юбилейной дате предшествовала научная конференция, посвященная обсуждению специализированной медицинской помощи, проходившая 30 ноября — 1 декабря 1982 г. и получившаяся весьма насыщенной и представительной.
2 декабря 1982 г. в Краснознаменном зале Центрального Дома Советской Армии состоялся торжественный вечер, в ходе которого заместитель Министра обороны СССР — начальник Тыла ВС СССР Маршал Советского Союза С. К. Куркоткин огласил Указ Президиума Верховного Совета СССР о награждении ГВКГ им. Н. Н. Бурденко орденом Ленина и прикрепил эту высокую награду к знамени госпиталя. В ходе мероприятия Ю. С. Кравков выступал дважды: в начале — с докладом о развитии госпиталя, его становлении и сегодняшнем дне, и с заключительным словом, в котором подчеркнул значение госпиталя для развития медицинского дела в СССР и от всего личного состава выразил благодарность КПСС и Советскому правительству за высокую оценку работы вверенного ему коллектива.
10 декабря 1982 г. состоялось вручение правительственных наград сотрудникам ГВКГ им. Н. Н. Бурденко. Ими было отмечено 46 офицеров и генералов и 85 служащих Советской Армии. Награды вручали заместитель Министра обороны СССР — начальник Тыла ВС СССР Маршал Советского Союза С. К. Куркоткин и начальник Центрального военно-медицинского управления генерал-полковник медицинской службы Ф. И. Комаров. Ю. С. Кравков был удостоен ордена Трудового Красного Знамени.

## Награды

### Награды СССР
- Орден Октябрьской революции (1978)
- Орден Трудового Красного Знамени (1982)
- Орден Отечественной войны I степени (1985)
- Орден Красной Звезды (1944)
- Орден Красной Звезды (1945)
- Орден Красной Звезды (1955)
- Орден «Знак Почета»
- Медаль «За боевые заслуги»
- Медаль «За оборону Ленинграда»
- Медаль «За победу над Германией» (1945)
- Медаль «За взятие Кёнигсберга» (1947)
- Медаль «В память 800-летия Москвы» (1948)
- Медаль «30 лет ВС СССР» (1948)
- Медаль «40 лет ВС СССР» (1958)
- Медаль «За безупречную службу в ВС СССР» (1960)
- Медаль «20 лет Победы в Великой Отечественной войне»
- Медаль «30 лет Победы в Великой Отечественной войне»
- Медаль «50 лет ВС СССР» (1968)
- Медаль «За воинскую доблесть. В ознаменование 100-летия со дня рождения В. И. Ленина» (1970)
- Медаль «60 лет ВС СССР» (1978)
- Медаль «За отличие в охране государственной границы СССР» (1980)
- Медаль «Ветеран ВС СССР»
- Медаль «40 лет Победы в Великой Отечественной войне» (1985)
- Медаль «70 лет ВС СССР» (1988)
- Нагрудный знак «За отличие в службе» (1981)
- Памятный знак «XX лет Центру подготовки космонавтов им. Ю. А. Гагарина» (1980)

### Награды Российской Федерации
- Медаль «50 лет Победы в Великой Отечественной войне» (1995)
- Медаль Жукова (1996)
- Медаль «В память 850-летия Москвы» (1997)

### Иностранные награды
- Орден «За заслуги» II степени Объединенной Арабской Республики (1958)

## Семья
- Жена (с 1945 г.) — Кравкова (Зимина) Елена Владимировна (1921—1998), хирург.
- Дочь — Кравкова Татьяна Юрьевна (р. 1946), доцент, преподаватель английского языка на факультете Московская школа экономики Московского государственного университета им. М. В. Ломоносова (МШЭ МГУ).
- Дочь — Кравкова Наталия Юрьевна (р. 1946), доцент, преподаватель английского языка на факультете Московская школа экономики Московского государственного университета им. М. В. Ломоносова (МШЭ МГУ).

## Избранная библиография
- Актуальные вопросы кардиологии; Отдаленные результаты лечения злокачественных опухолей : Материалы докл. науч. конф. 21-22 апр. 1976 г. /Ред. коллегия: ген.-майор мед. службы Ю. С. Кравков [и др.]; Центр. воен.-мед. упр. М-ва обороны СССР. Гл. воен. клинич. госпиталь им. акад. Н. Н. Бурденко. — Москва : Б. и., 1976. — 189 с.
- Основоположник советской военно-полевой хирургии : Материалы программных докл. науч. конф. (К 100-летию со дня рождения акад. Н. Н. Бурденко) /[Ред. коллегия: ген.-майор мед. службы Ю. С. Кравков и др.]. — Москва : Б. и., 1976. — 77 с.
- Современные проблемы военной медицины : Лечение ран, профилактика и лечение раневой инфекции, поражений и заболеваний внутренних органов Материалы докл. науч. конф., посвящ. 60-летию Великой Окт. соц. революции и 270-летию со дня основания госпиталя, 1-2 дек. 1977 г. /Гл. воен. клинич. госпиталь им. Н. Н. Бурденко; [Редколл.: Ю. С. Кравков и др.]. — Москва : Б. и., 1977. — 337 с
- Неотложная помощь при острых заболеваниях и повреждениях : Материалы докл. науч. конф., посвящ. 60-летию Вооруж. Сил СССР, 20-21 апреля 1978 года /Редкол.: Засл. врач РСФСР ген.-майор мед. службы Ю. С. Кравков и др.. — Москва : Б. и., 1978. — 366 с.
- Нарушение гемодинамики : Диагностика, профилактика, коррекция Тез. докл. науч. конф., 11-12 дек. 1980 г. /Центр. воен.-мед. упр. М-ва обороны СССР, Гл. воен. клин. госпиталь им. акад. Н. Н. Бурденко; [Редкол.: засл. врач РСФСР, ген.-майор мед. службы Ю. С. Кравков и др.]. — М. : Б. и., 1981. — 248 с.
- Актуальные вопросы клинической онкологии : Тез. докл. науч. конф. 10-11 дек. 1981 г. /[Редкол.: Засл. врач РСФСР Ю. С. Кравков и др.]. — М. : Б. и., 1982. — 270 с.
- Специализированная медицинская помощь : Клин. аспекты Тез. и реф. докл. науч. конф., посвящ. 60-летию образования СССР и 275-летию госпиталя, 30 ноября — 1 дек. 1982 г. /Центр. воен.-мед. упр. М-ва обороны СССР, Гл. воен. клин. госпиталь им. акад. Н. Н. Бурденко; [Редкол.: Ю. С. Кравков и др.]. — М. : Б. и., 1982. — 371 с.
- Кравков Ю. С. Верность призванию и долгу. // Военно-медицинский журнал. — 1982 — № 11. — С. 11-16.
- Кравков Ю. С. Главный госпиталь. // Медицинская газета. — 3 декабря 1982 г. — № 97. — С. 2.